# 전정린
전정린(1989년 1월 27일~)은 대한민국의 올림픽 메달리스트이자 봅슬레이 선수다. 2012년 5월 처음 국가대표팀에 발탁된 이후로 브레이크맨, 푸쉬맨 역할을 수행하였다.
2014 러시아 소치 올림픽, 2018 대한민국 평창 올림픽에 출전하였고 2018년 대한민국 강원도 평창에서 열린 동계 올림픽 봅슬레이 남자 4인승 경기에서 은메달을 획득하였다.

## 소개
1989년 대한민국 부산광역시에서 태어났다. 금성중학교와 해동고등학교를 나왔고, 연세대학교 체육교육과에 진학하였다.
2009년에 방송된 무한도전의 봅슬레이 특집을 본 것을 계기로 봅슬레이에 입문했다.
2012년 11월 미국 레이크플레시드에서 열린 월드컵을 통해 데뷔했다.

## 선수 경력
2013년 국제봅슬레이연맹 아메리카컵 6차 대회와 8차, 9차 대회 2인승에서 금메달을 획득하였다. 이는 대한민국은 물론 아시아 최초 국제대회 금메달이다.
2013년 코카콜라 체육대상 12월 MVP에 선정되었다.
2014년 국제봅슬레이연맹 아메리카컵 7차 대회에서 2인승 은메달, 4인승 금메달, 8차 대회에서 2인승 동메달을 거머쥐었다.
2014년 동계 올림픽 봅슬레이에도 대한민국 국가대표로 출전해 2인승에서 23위, 원윤종, 서영우, 석영진 등과 함께 남자 4인승에도 출전했지만 18위로 경기를 마쳤다.
2016년 국제봅슬레이연맹 아메리카컵 1차 대회에서 4인승 은메달, 2차 대회에서 2인승 금메달, 4차 대회에서 2인승 은메달을 거머쥐었다.
2018년 제23회 코카콜라 체육대상 우수단체상을 수상했다.
2019년 제65회 대한체육회 체육대상 우수상을 수상했다.

## 2018 평창 동계올림픽
2018년 2월 24일부터 25일까지 이틀에 걸쳐 대한민국 평창군 알펜시아 슬라이딩 센터에서 열린 2018년 동계 올림픽 봅슬레이 남자 4인승 경기에서 원윤종이 이끄는 대한민국 팀에 합류하였다. 이후 1∼4차 시기 종합 3분 16초 38을 기록하였다. 이로서 독일의 발터 팀과 100분의 1초까지 기록이 같아 공동 올림픽 은메달을 수여받았으며, 대한민국은 물론 아시아 최초의 봅슬레이 종목 메달이라는 쾌거를 이룩했다.